# Kepsut (district)
Kepsut is een Turks district in de provincie Balıkesir en telt 26.015 inwoners (2007). Het district heeft een oppervlakte van 907,7 km².
De bevolkingsontwikkeling van het district is weergegeven in onderstaande tabel.
| 1997   | 2000   | 2007   |
| ------ | ------ | ------ |
| 29.057 | 28.022 | 26.015 |